# Vicki Peterson
Victoria Anne Teresa "Vicki" Peterson Cowsill (Los Ángeles, 11 de enero de 1958) es una de las vocalistas y guitarra líder del grupo de integrantes femeninas de rock The Bangles.

## Orígenes
Nació el 11 de enero de 1958, el suburbio de Northridge de Los Ángeles. Es hija de Milt y Jeanne Peterson. Ella se describió a sí misma como artista en solitario en sus primeros años:

I was a kid who brought her guitar to every sleep-over and summer afternoon in the park to play her newest creation to anyone who would listen…
Yo era una niña que cargaba su guitarra en cada pijamada y en las tardes de verano en el parque para tocar su más nueva creación a quien quisiera escucharla...

En 1981 funda The Bangs, más tarde llamadas The Bangles, con su hermana Debbi Peterson y Susanna Hoffs.
Después de disueltas The Bangles en 1989, Peterson tocó con los Continental Drifters y The Psycho Sisters, en ambos casos junto a Susan Cowsill. Además de interpretar su propio material, The Psycho Sisters trabajaron como coristas de celebridades (Fluorescent de Steve Wynn, Center of the Universe de Giant Sand), Peterson también ha contribuido como armonía vocal en las grabaciones de Hoodoo Gurus, John Doe, Tom Petty y Belinda Carlisle. Además, reemplazó a Charlotte Caffey durante su embarazo en la gira 1994-95 de Go-Go's.
Peterson se casó con el músico John Cowsill el 25 de octubre de 2003.

## Discografía
Con Bangles
- Bangles
- All Over the Place
- Different Light
- Everything
- Greatest Hits
- Doll Revolution